# Uniontown (Kentucky)
Uniontown è un comune degli Stati Uniti d'America, situato nello Stato del Kentucky, nella contea di Union.